# کریس والاس
کریستوفر «کریس» والاس (انگلیسی: Chris Wallace؛ زادهٔ ۱۲ اکتبر ۱۹۴۷) روزنامه‌نگار، و گوینده اخبار تلویزیونی آمریکایی است که میزبان برنامه فاکس نیوز یکشنبه شبکه رسانه‌ای فاکس/فاکس نیوز است. والاس سه بار برنده جایزه امی شده است. او از سال ۲۰۰۳ در فاکس نیوز کار می‌کند. او که پیشتر مجری میت ده پرس بوده است تنها شخصی است که تاکنون به عنوان مجری بیشتر از یک برنامه‌های گفتگومحور سیاسی صبح یکشنبه فعالیت کرده است.

## اوان زندگی
والاس در شیکاگو، ایلینوی به دنیا آمد. والدین او هر دو یهودی بودند. او پسر مایک والاس گزارشگر با سابقه ۶۰ دقیقه سی‌بی‌اس و نورما کپهن است. . وقتی او یک ساله بود والدینش طلاق گرفتند. او را ناپدریش بیل لیوپارد رئیس سابق سی‌بی‌اس نیوز بزرگ کرد. او تا ۱۴ سالگی رابطه‌ای با پدر بیولوژیکش نداشت. لیوپارد او را در معرض روزنامه‌نگاری سیاسی قرار داد، و او را به عنوان دستیار والتر کرونکیت در مجمع ملی جمهوریخواه سال ۱۰۶۴ استخدام کرد.

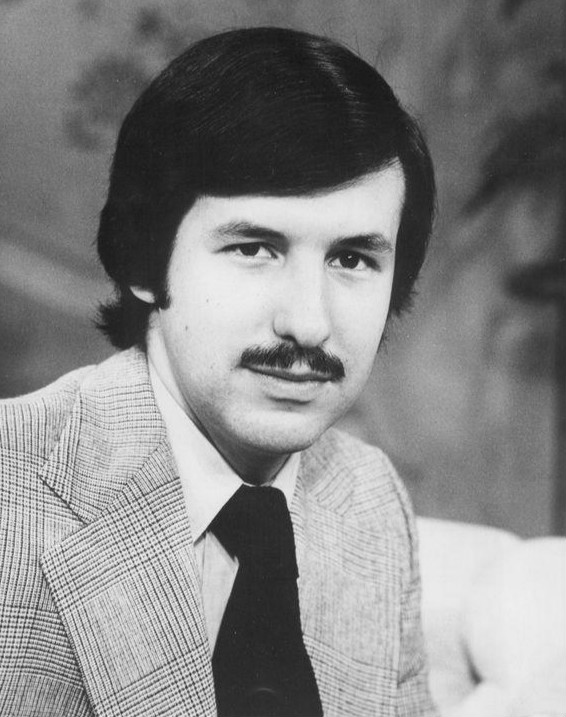
والاس در حال گزارش برای یک شبکه تلویزیونی، ۱۹۷۵.